# 塩化チオニルリチウム電池

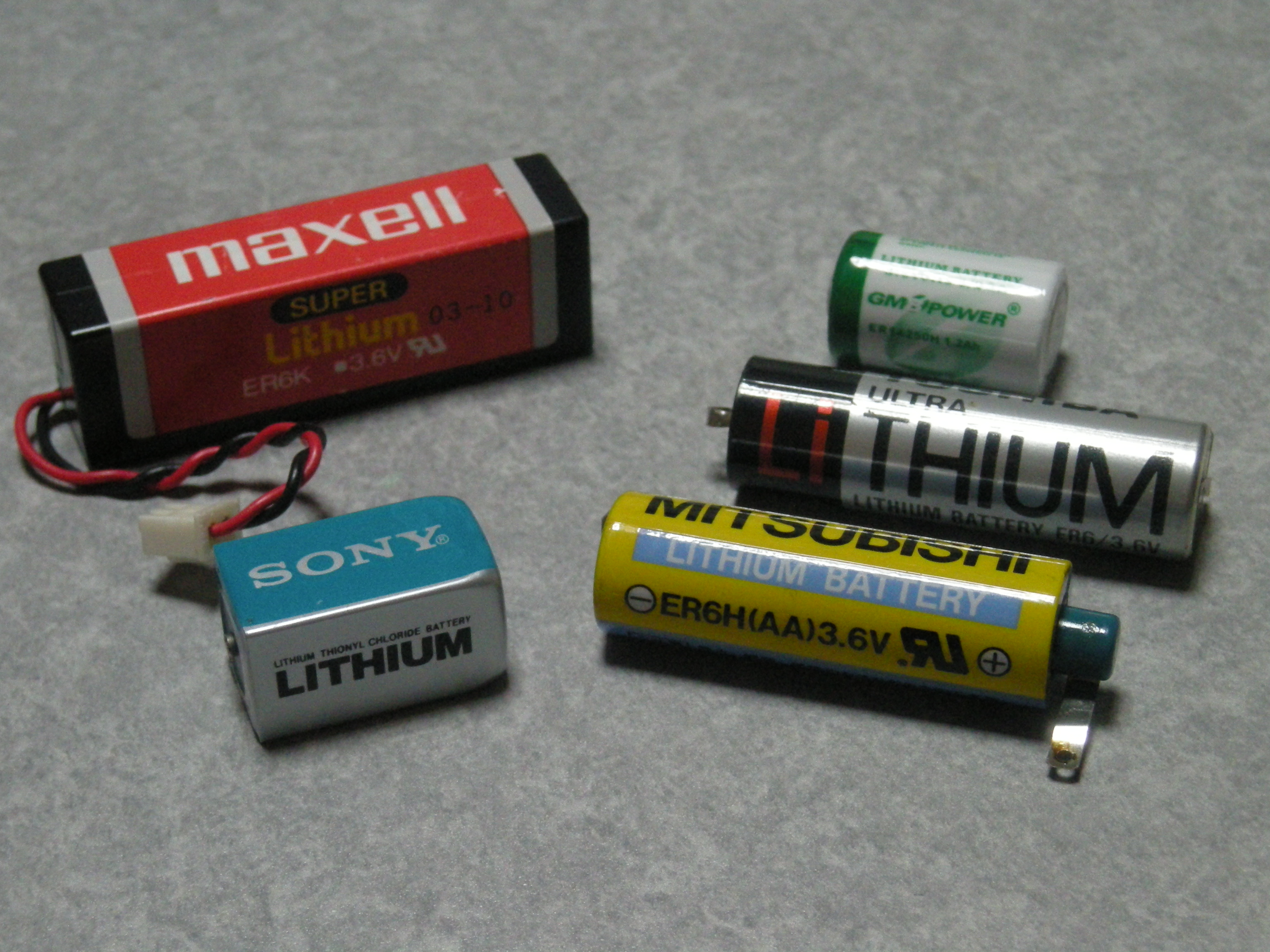
塩化チオニルリチウム電池

塩化チオニルリチウム電池（えんかチオニルリチウムでんち）は、一次電池のうち、負極に金属リチウムを使用するリチウム系電池の一種。東芝電池の商品名は「ウルトラリチウム」。

## 概要
リチウム系の一次電池の中では最も高い3.6Vの高電圧と使用温度範囲が広いのが大きな特徴の電池である。
負極部に塩化リチウムの不動態皮膜を形成するため自己放電が少なく、長期保管が可能であることからガスメーターや電子機器のバックアップ用電源に適する。
反面、内部抵抗が高いためモーター駆動やLEDライト等の大電流用途には使用できない。
上記不動態被膜が成長することにより、長期保管後の放電開始時に一時的に電圧が低下することがある。
組込み用部品として販売されている電池である為、一般にはあまり流通していない。
落下や衝撃を与えると内部の塩化チオニルが漏れて塩化水素や亜硫酸ガスが発生するので取り扱いには注意を要する。
陽極が液体の構造上、塩化チオニルリチウム電池は縦置き、もしくは横置きで使用される。
IEC定義の単電池系を表す記号はE、形状を表す記号は、コイン形、円筒形がR、四方形（角形、平形）はFを使用する。
記号「E」は、以下の電気化学的系統を表す。
正極（陽極）:塩化チオニル
電解質:有機（非水系有機電解液）
負極（陰極）:リチウム
公称電圧:3.6V
終止電圧:3.0V
コイン形の電池は、「R」の後に3 - 4桁の数字でサイズを表す。最初の1 - 2桁は直径（mm単位）、最後の2桁は高さ（0.1mm単位）を表す。
（例）
- ER2032：直径20.0mm 高さ3.2mm

円筒形の電池は、国際規格の乾電池の呼称に従ったものが多い。またコイン形と同じ方法を用いて5桁の数字で表すメーカもある。
（単3形の例）
- ER6
- ER14505：直径14.5mm 高さ50.5mm

## メーカー
- タディランバッテリー
- 東芝電池
- 日立マクセル
- サフトバッテリー (SAFT)
- ネクセル
- ウルトラライフ